# Brane Benedik
Brane Benedik (* 22. Juni 1960 in Kranj) ist ein ehemaliger jugoslawischer Skispringer.
Benedik begann seine internationale Karriere im Alter von 20 Jahren mit der Teilnahme an den Olympischen Winterspielen 1980 in Lake Placid. Dabei erreichte er auf der Normalschanze den 45. und auf der Großschanze den 49. Platz.
Ein Jahr nach den Spielen startete er im Februar 1981 bei den Skiflug-Wettbewerben in Ironwood und erreichte dabei mit den Plätzen fünf und sechs seine einzigen Weltcup-Punkte. Am Ende der Weltcup-Saison 1980/81 lag er damit auf dem 35. Platz der Weltcup-Gesamtwertung.
Am 6. Januar 1983 sprang er noch einmal ein Springen in Bischofshofen, erreichte jedoch dabei nur den 77. Platz und beendete anschließend seine aktive Skisprungkarriere.